# Haus des Scheich ol-Eslam
Das Haus des Scheich ol-Eslam (persisch خانه شیخ الاسلام, IPA:xɑnɛ jɛ ʃɛjxolɛslɑm) ist ein historisches Haus in der iranischen Stadt Isfahan. Das Haus ist eines der schönsten historischen Häuser der Stadt und stammt aus der Kadscharen-Zeit. Es hat einen großen Hof. Das Haus besteht aus zwei Gebäudeteilen. Die Gebäudeteile liegen auf der nördlichen und südlichen Seite des Hofes und sind nach einem ungewöhnlichen Plan konzipiert. Das Gebäude unterscheidet sich von anderen historischen Häusern in Isfahan. Der Hof wurde ursprünglich als Tekiyeh für religiöse Zeremonien erbaut. Teile des Hauses liegen auf der nördlichen Seite des Hofes hinter einer prächtigen Veranda mit vielfältigen Dekorationen, wie Stuck, Spiegelverzierungen und Muqarnas. Gegenüber der nördlichen Veranda liegen ein Houz und zwei Blumengärtchen. Im südwestlichen Teil des Hauses gibt es einen kleinen Hof, der durch einen engen Korridor mit dem Haupthof verbunden ist.